# Tomáš Záborský
Tomáš Záborský (* 14. listopad 1987, Trenčín) je slovenský hokejový útočník. Prosazuje se zejména jako úspěšný zakončovatel. Aktuálně hraje za tým Bílí Tygři Liberec.

## Kariéra
S hokejem začínal v rodném městě, v klubu Dukla Trenčín. V roce 2006 byl draftován klubem New York Rangers. Následující dvě sezóny hrával za mužstvo Saginaw Spirit (OHL). Během sezóny 2008/09 hrával střídavě za Charlotte Checkers, Dayton Bombers a za farmářský klub Rangers, Hartford Wolf Pack. Od sezóny 2009/10 působil v klubu Ässät Pori ve finské SM-Liiga, kde během tří sezón nastoupil na 142 zápasů, ve kterých získal 118 bodů (67 +51 ). V ročníku 2011/12 se stal nejlepším střelcem celé soutěže a získal ocenění Zlatá helma. Před sezónou 2012/13 podepsal smlouvu s klubem KHL Avangard Omsk. Nosí dres s číslem 67.

## Klubové statistiky
| Sezona  | Klub                    | Soutěž   | Základní část | Základní část | Základní část | Základní část | Základní část | Základní část | Play off | Play off | Play off | Play off | Play off | Play off |
| Sezona  | Klub                    | Soutěž   | Z             | G             | A             | B             | TM            | + / -         | Z        | G        | A        | B        | TM       | + / -    |
| ------- | ----------------------- | -------- | ------------- | ------------- | ------------- | ------------- | ------------- | ------------- | -------- | -------- | -------- | -------- | -------- | -------- |
| 2003/04 | Dukla Trenčín           | SE 18    | 46            | 20            | 12            | 32            | 8             |               | 7        | 4        | 2        | 6        | 4        |          |
| 2004/05 | Dukla Trenčín           | SE 18    | 46            | 44            | 25            | 69            | 53            |               | 7        | 4        | 4        | 8        | 39       |          |
|         | Dukla Trenčín           | SE 20    | 7             | 1             | 2             | 3             | 0             |               | 1        | 0        | 1        | 1        | 0        |          |
| 2005/06 | Dukla Trenčín           | SE 20    | 42            | 39            | 22            | 61            | 18            |               | 7        | 10       | 5        | 15       | 2        |          |
|         | Dukla Trenčín           | SE       | 4             | 0             | 0             | 0             | 2             |               |          |          |          |          |          |          |
|         | HK 95 Považská Bystrica | 1. SHL   | 5             | 0             | 1             | 1             | 2             |               |          |          |          |          |          |          |
| 2006/07 | Saginaw Spirit          | OHL      | 59            | 19            | 24            | 43            | 18            |               | 6        | 1        | 2        | 3        | 4        |          |
| 2007/08 | Saginaw Spirit          | OHL      | 68            | 31            | 39            | 70            | 42            |               | 4        | 2        | 1        | 3        | 2        |          |
|         | Hartford Wolf Pack      | AHL      | 2             | 0             | 1             | 1             | 0             |               | -        | -        | -        | -        | -        |          |
| 2008/09 | Charlotte Checkers      | ECHL     | 28            | 4             | 8             | 12            | 14            |               |          |          |          |          |          |          |
|         | Dayton Bombers          | ECHL     | 19            | 10            | 6             | 16            | 14            |               |          |          |          |          |          |          |
| 2008/09 | Hartford Wolf Pack      | AHL      | 8             | 1             | 2             | 3             | 2             |               |          |          |          |          |          |          |
| 2009/10 | Ässät Pori              | SM-liiga | 43            | 9             | 17            | 26            | 67            |               |          |          |          |          |          |          |
| 2010/11 | Ässät Pori              | SM-liiga | 47            | 23            | 10            | 33            | 6             |               | 6        | 0        | 0        | 0        | 0        |          |
| 2011/12 | Ässät Pori              | SM-liiga | 52            | 35            | 24            | 59            | 41            |               | -        | -        | -        | -        | -        |          |
| 2012/13 | Avangard Omsk           | KHL      | 52            | 21            | 20            | 41            | 18            | +14           | 12       | 2        | 2        | 4        | 6        | -1       |
| 2013/14 | Salavat Julajev Ufa     | KHL      |               |               |               |               |               |               |          |          |          |          |          |          |

## Reprezentace
Zúčastnil se MS do 20 let MS 20 2007. V dubnu 2010 ho trenér reprezentace Glen Hanlon pozval na soustředění A-týmu reprezentace. Během tohoto soustředění odehrál své první dva reprezentační zápasy v seniorské kategorii proti Česku. Ve druhém zápase vstřelil oba góly Slovenska.
Jeho prvním významnou událostí v seniorské kategorii jsou MS 2013. Slovensko se probojovalo do čtvrtfinále, Záborský v základní skupině vstřelil 4 góly. Zatím v reprezentaci odehrál 21 zápasů, vstřelil 8 branek.
Statistiky reprezentace na Mistrovstvích světa a Olympijských hrách:
| Turnaj        | Místo konání                           | Z | G | A | B | Umístění  | Soupisky          |
| ------------- | -------------------------------------- | - | - | - | - | --------- | ----------------- |
| MS 2013       | Švédsko a Finsko (Stockholm, Helsinky) | 8 | 4 | 2 | 6 | 8. místo  | Soupiska MS 2013  |
| ZOH 2014      | Rusko (Soči)                           | 3 | 0 | 1 | 1 | 11. místo | Soupiska ZOH 2014 |
| Celkem na MS  |                                        | 8 | 4 | 2 | 6 |           |                   |
| Celkem na ZOH |                                        | 3 | 0 | 1 | 1 |           |                   |